# Linaria odora
Linaria odora (льонок солодкий як Linaria dulcis Klokov) — вид квіткових рослин родини подорожникових (Plantaginaceae).

## Біоморфологічна характеристика
Це багаторічна рослина. Рослина 15–45 см заввишки. Стебла сизуваті, голі, починаючи від основи або трохи вище дуже гіллясті. Листки вузьколінійні чи ниткоподібні, 5–50 × 0.5–2.5 мм, помітно м'ясисті. Китиці негусті. Квітки жовті, дуже пахучі. Віночок без шпорця 7–8 мм завдовжки; шпорець (3)5–7.5 мм завдовжки.

## Поширення
Євразія від Польщі до Центральної Азії.
В Україні вид росте на річкових пісках та в соснових борах — у басейнах Дніпра та Сів. Дінця, Лісостепу (на півдні) та Степу.